# معركة لياويانغ
معركة لياويانغ (25 أغسطس – 3 سبتمبر 1904) كانت واحدة من أكبر المعارك البرية في الحرب الروسية اليابانية، وقعت على أطراف مدينة لياو يانغ في منشوريا، بشمال شرق الصين. شارك فيها حوالي 130,000 جندي ياباني ضد 158,000 جندي روسي، وكانت أول معركة واسعة النطاق بين الطرفين.

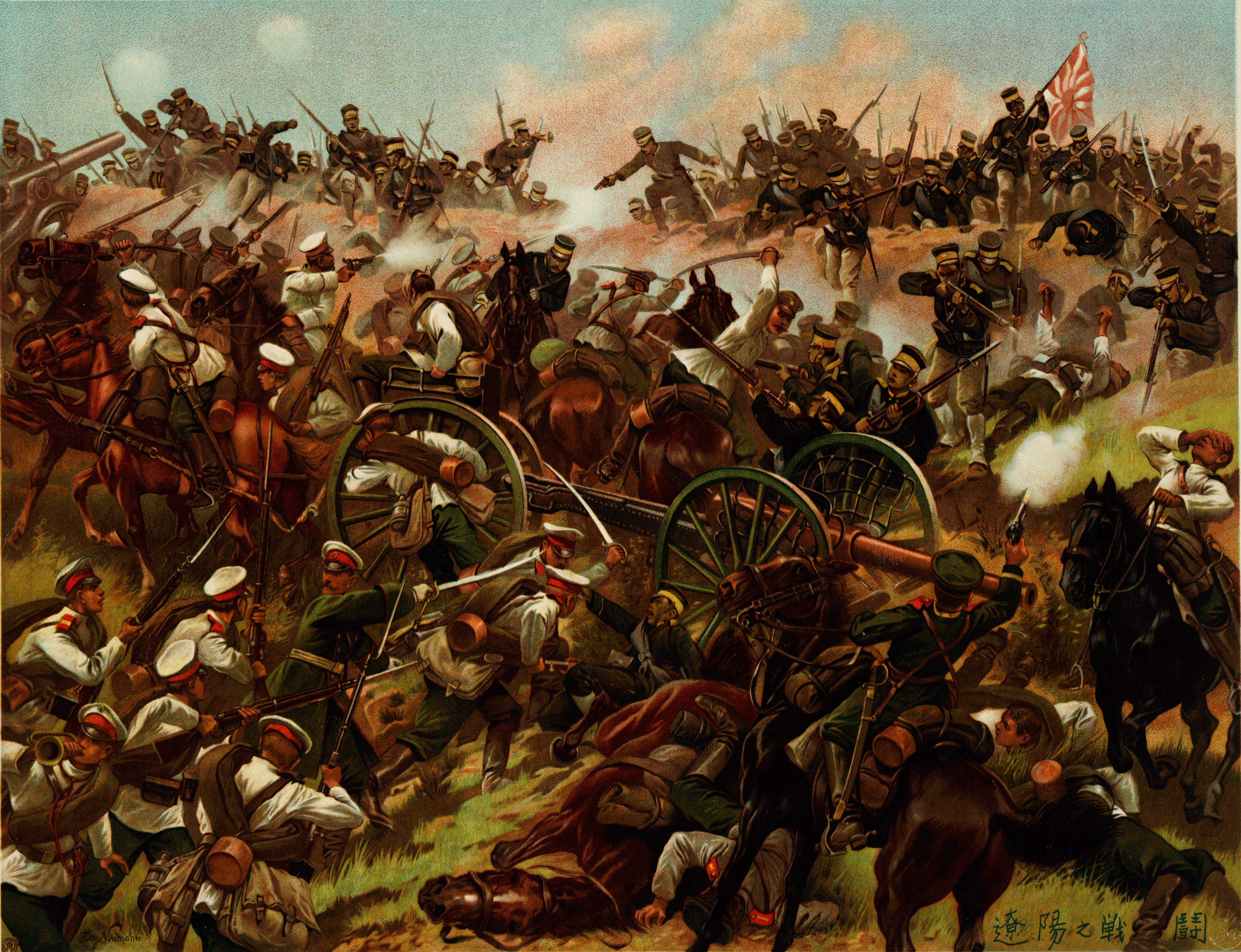

## الخلفية
بعد التوتر الروسي الياباني على النفوذ في منشوريا وكوريا، أعلنت اليابان الحرب في فبراير 1904، وبدأت بقصف ميناء آرثر. تقدمت القوات اليابانية عبر كوريا، منتصرة في عدة معارك، وبدأت الزحف نحو لياويانغ، المدينة الروسية المحصنة.

## موقع المدينة وأهميتها
كانت لياويانغ مركزًا استراتيجيًا هامًا على سكة حديد منشوريا الجنوبية، وقاعدة رئيسية للجيش الروسي. وقد حصّن الروس المدينة بثلاثة خطوط دفاعية حولها.

## القوات
الجيش الياباني ينقسم إلى 4 جيوش. بينما قاد الجيش الروسي الجنرال أليكسي كوروباتكين. كان للروس تفوق في عدد المدافع الثقيلة، لكن اليابانيين كانوا أكثر مرونة واندفاعًا.

## مجريات المعركة
بدأ الهجوم الياباني يوم 25 أغسطس من الجناحين، بينما شن هجومًا وهميًا على الوسط. حاول الروس الصمود، لكن القوات اليابانية اخترقت الدفاعات الخارجية تدريجيًا. في 3 سبتمبر، انسحب الروس من المدينة بعد أن تكبدوا خسائر كبيرة.

## الخسائر
خسر اليابانيون نحو 23,000 جندي بين قتيل وجريح، بينما خسر الروس حوالي 17,000 جندي. رغم الخسائر، اعتُبرت المعركة انتصارًا لليابانيين لأنها أجبرت الروس على التراجع، ورفعت من معنويات الجيش الياباني.

## النتائج والأثر
عززت المعركة مكانة اليابان دوليًا، وأظهرت ضعف القيادة الروسية. كما مهدت الطريق أمام اليابانيين للزحف نحو موكدين لاحقًا، وهو ما حصل في معركة أكبر لاحقًا في 1905.